# Cinzas da Babilônia
Cinzas da Babilônia é um romance de ficção científica de James S. A. Corey, pseudônimo de Daniel Abraham e Ty Franck, e o sexto livro da série A Expansão. O título do romance foi anunciado no início de julho de 2015 e a capa e a breve sinopse foram reveladas em 14 de setembro de 2015.
Cinzas da Babilônia é precedido pelo livro, Ardil de Nemesis e a série continua em Desenredo de Persépolis.
Cinzas da Babilônia serve de base para a sexta temporada da série de televisão The Expanse, que foi lançada pela Amazon Video em 09 de dezembro de 2021. Cinzas da Babilônia foi anunciado como o ultimo livro a ser adaptado para a série de televisão, sendo cancelada em sua sexta temporada no ano de 2022.
A série de livros consiste em nove romances. Isso significa que a adaptação televisiva não chegou a um fim natural, com a sexta temporada adaptando apenas o sexto livro da história. No entanto, o sétimo livro apresenta um salto significativo no tempo após os eventos do sexto livro, potencialmente abrindo a porta de uma continuação para The Expanse futuramente.

## Inspiração Para o Título

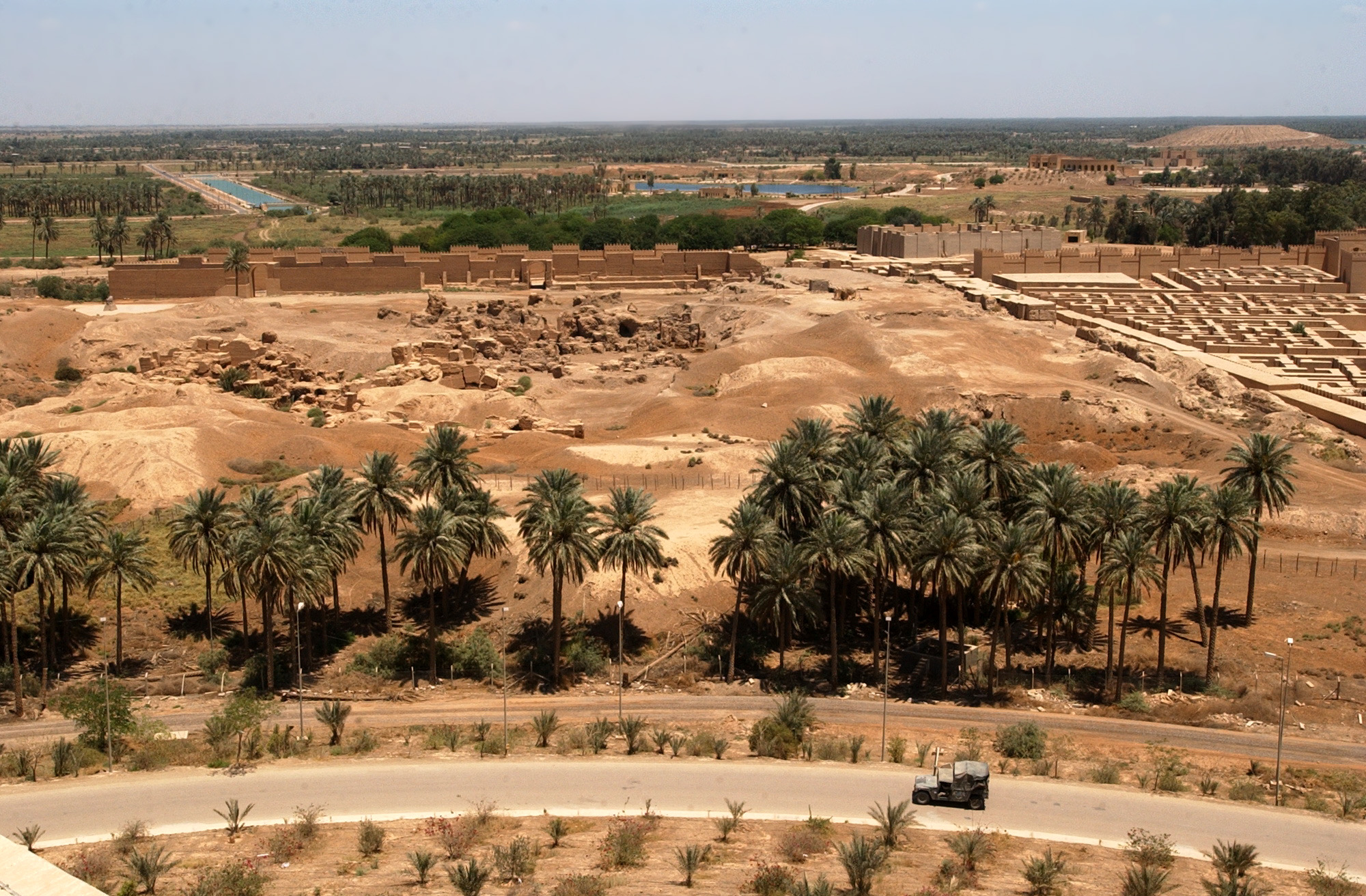
Vista parcial das ruínas da antiga cidade de Babilónia

O título refere-se à antiga cidade mesopotâmica que já foi a maior cidade do mundo em diferentes épocas.  Foi a cidade central da civilização babilónica, situada nas margens do rio Eufrates. As suas ruínas encontram-se a norte do centro da cidade atual de Hila, capital da província de Babil, no Iraque, situada 100 km a sul de Bagdade.
O nome "Babilónia" provém do grego, que por sua vez provém do acádio, que significa "porta dos deuses". Uma outra hipótese é que se trate de um termo de origem suméria, que talvez signifique "pequeno bosque"
Mais especificamente, o título provavelmente se refere à queda bíblica da Babilônia e ao colapso do Império Neobabilônico. O Império Neobabilônico foi simultaneamente considerado o auge da civilização na Mesopotâmia na época e (na Bíblia) um estado terrivelmente opressivo. A queda da Babilônia trouxe um fim definitivo à preeminência milenar da Mesopotâmia na civilização humana.

## Contexto
Após os acontecimentos de Ardil de Nemesis, a chamada Marinha Livre, formada por Cinturianos usando naves militares roubadas, vem se tornando cada vez mais ousada. Após os ataques paralisantes na Terra e na Marinha Marciana, a Marinha Livre volta sua atenção para as naves da colônia que se dirigem aos portões do anel e aos mundos além. As naves relativamente indefesas são deixadas à própria sorte, pois nem a Terra nem Marte são poderosas o suficiente para protegê-los. James Holden e a tripulação da Rocinante são chamados mais uma vez pelo que resta da ONU e governos marcianos para ir para a Estação Medina, agora nas mãos da Marinha Livre, na estação do anel. Do outro lado dos anéis, uma ameaça alienígena está crescendo; a Marinha Livre pode ser o menor dos problemas da humanidade.

## Sinopse
Uma revolução se formando por gerações começou em chamas. Vai acabar em sangue.
A Marinha Livre – um grupo violento de Cinturianos em naves militares do mercado negro – aleijou a Terra e iniciou uma campanha de pirataria e violência entre os planetas exteriores. As naves da colônia que se dirigem para os mil novos mundos do outro lado dos portões do anel alienígena são presas fáceis, e nenhuma marinha permanece forte o suficiente para protegê-las.
James Holden e sua equipe conhecem os pontos fortes e fracos dessa nova força melhor do que ninguém. Em menor número e desarmados, os remanescentes em apuros dos antigos poderes políticos chamam a Rocinante para uma missão desesperada para chegar à Estação Medina, no coração da rede de portões.
Mas as novas alianças são tão imperfeitas quanto as antigas, e a luta pelo poder está apenas começando. À medida que o caos cresce, um mistério alienígena se aprofunda. Frotas piratas, motim e traição podem ser o menor dos problemas da Rocinante. E nos espaços misteriosos além dos portões do anel, as escolhas de algumas pessoas danificadas e desesperadas podem determinar o destino de mais do que apenas a humanidade.

## Enredo Resumido

### Prólogo
Na Terra, Namono (Nono) coleta comida de um caminhão de comida do governo para levar para casa para sua esposa, a pastora Annushka Volovodov, e sua filha Nami. A perna de Anna foi gravemente ferida, mas ela quer começar a ter congregações em sua casa de qualquer maneira. Ela diz a Nono que ouviu no rádio que a Marinha Livre tentou jogar outra pedra na Terra, mas a Marinha da ONU a pegou a tempo.

### Marinha Livre
Michio Pa (APE, ex vice comandante da Behemoth) está no controle da apreensão de naves na Estação Medina (anteriormente a Behemoth, anteriormente a nave mórmon Nauvoo). A APE equipa a estação com canhões ferroviários (que devem ter força suficiente para mover a estação, mas o amortecimento físico da " zona lenta " impede que isso aconteça). Marco Inaros pede que ela venha se encontrar com ele e os outros altos escalões da Marinha Livre.
Filip Inaros, filho de Marco Inaros e Naomi Nagata, está bastante deprimido por sua mãe ter se matado. Ele descobre que ele é o único na nave que não sabia que ela sobreviveu e secretamente se enfurece.
Pa se encontra com Anderson Dawes, Marco Inaros e demais líderes da APE em sua nave Pella. Enquanto Marco fala sobre suas realizações, Pa questiona para si mesma o quão bem-sucedidos seus planos realmente foram, já que a Terra ainda está se defendendo de ataques, Fred Johnson ainda está vivo, assim como o primeiro-ministro de Marte. Ele diz que a fase 3 está prestes a começar: ele quer uma civilização cinturiana por todo o sistema, com estações de fiação, usinas de energia, fábricas e outras infraestruturas extensas.
Coalizão
James Holden e sua equipe passam por intensos interrogatórios em Luna. Chrisjen Avasarala pede a eles que verifiquem a nave que parece estar coordenando os lançamentos de rochas na Terra – com Bobbie Draper no comando. Holden concorda.
A tripulação da Rocinante (Roci) intercepta o Dragão Azure e coloca um trilho atrás dele. Pensando que eles tornaram a nave inoperante, eles atracam - mas a nave da APE tranca suas câmaras de ar, com Bobbie presa dentro, então eles começam a atacar o casco da Roci usando trajes mecânicos EVA. Amos Burton e Clarissa Mao (chamada de Princesa por Amos) saem para tentar detê-los, mas no processo Princesa é baleada várias vezes. Quando ela pensa que está prestes a morrer, Holden consegue sair e resgatá-la. Eles levam Clarissa de volta à enfermaria bem a tempo de salvá-la, e depois Holden se arrepende de colocá-la em perigo e começa a tratá-la como um membro real da equipe.
A Roci vai para Luna para reparos. Holden se encontra com Avasarala e ela trouxe todos os 8 pais dele para Luna como refugiados, apesar de sua fazenda e sistema de energia ainda, pelo menos temporariamente, funcionar. Holden diz a Avasarala "Eu devo a você".
De volta aos seus aposentos pessoais, Avasarala grava outra mensagem para seu marido Arjun Rao, que ainda não foi encontrado, antes de ir para suas inúmeras reuniões. Ela se encontra com o primeiro-ministro marciano Nathan Smith sobre os navios engolidos pelo portão; ele espera ser eliminado do cargo em pouco tempo e diz que não pode dar a ela nenhum dado sobre eles, mas ela lhe oferece asilo se ele o fizer. Depois, ela se encontra com seus principais conselheiros. O almirante Souther diz a ela que os logs no Azure Dragon indicam que Marco Inaros está tendo uma reunião com a diretoria da APE em Ceres, Avasarala decide tomar a ofensiva e lançar um ataque.
Em Luna, a Roci está sendo reparada com chapeamento experimental do casco criado com tecnologia derivada de estudos sobre a protomolécula; a tripulação não tem certeza de como isso vai funcionar, mas Holden diz a eles para abraçar o futuro. A Roci será uma nave de observação transportando Fred Johnson no contra-ataque Terra/ Marte /APE à Marinha Livre. Holden se despede de seus pais.
Marinha Livre
Durante uma briga de bar na Estação Ceres, Filip atira em um segurança e acaba na cadeia. Dawes diz a Marco que ele tem que tirar seu filho de Ceres e que ele nunca mais poderá pisar lá, caso contrário ele será julgado e executado pelo crime. Marco sorri profundamente e promete a ele que Filip não pisará em Ceres novamente.
Pa se sente culpada por sua falecida namorada Samara Rosenberg ter sido morta pelo Capitão Ashford na Behemoth, tudo porque Pa havia aderido teimosamente à cadeia de comando, apesar dos sinais de alerta. Mais tarde, ela se encontra com Marco, que diz que ouviu notícias de que a ONU está redirecionando um ataque para Ceres. Em vez de ficar para lutar, ele quer empregar táticas de guerrilha afegã e fugir da base, deixando os civis cinturianos para trás. PA reúne seus parceiros em sua nave, a Connaught , e diz a eles como se sente culpada por estar presa seguindo a cadeia de comando novamente quando sabe que é errado.
Em Ganimedes , Praxidike Meng (Prax) tem levado sua vida da maneira mais normal possível, pois as pessoas declararam que não se importam com quem dirige as coisas, desde que suas pesquisas possam continuar. Uma das pesquisadoras sob seu comando quer pular os testes em animais para ajudar a produzir alimentos mais rapidamente para a Terra, mas ele não permite. Mais tarde, no meio da noite, o segurança da delegacia o tira da cama e o leva ao necrotério para identificar o corpo da pesquisadora; ela foi baleada 4 vezes. Prax acredita que a Marinha Livre a matou porque ela estava tentando ajudar a Terra.
Filip foi confinado ao Pella por Marco, por ter atirado no guarda de segurança enquanto estava bêbado. Eventualmente, a tripulação volta e todos eles deixam Ceres para trás; dos cerca de 6 milhões de habitantes, apenas cerca de 1,5 milhão pode sair antes da Terra/Marte chegar lá, deixando milhões para trás como refugiados. Marco finalmente aparece para ver Filip, mas nunca menciona o tiroteio.
Coalizão
Marte e Terra anunciam que tomaram Ceres e agora estão ajudando os 4 milhões de refugiados deixados para trás. Depois de planejar cuidadosamente seu motim offline usando um giz de cera nas paredes de seus aposentos, Pa contata Carmondy, o capitão do Hornblower, e conta a ele os novos planos. Ele não quer ser incluído no motim, e ela diz a ele que vai ter que destruir seu navio para fazer dele um exemplo se ele não entrar na linha.
Alex Kamal fica bêbado em um bar em Ceres, chocado que a Marinha Livre abandonou a estação. Alex e Sandra trocam olhares arregalados; Holden, ruminando sobre o racismo de seu pai em relação a cinturianos, decide que precisa fazer alguma coisa, então ele começa a gravar pequenos vídeos sobre cinturianos que ele envia para sua amiga repórter Monica Stuart; ela transmite os vídeos para humanizar os cinturianos. Fred Johnson quer que Bobbie seja a nova embaixadora de Marte, já que o governo marciano está em crise.
Marco recebe a mensagem de vídeo de Pa dizendo que ela está desertando. Rosenfeld Guoliang, parte do círculo interno, fica ansioso porque Marco não emitiu nenhuma ordem para a frota em resposta, e diz que vai começar a dá-las em breve. Marco eventualmente responde ordenando a destruição da Bruxa de Endor, uma nave que segue Pa.
Naomi diz a Bobbie que ela pode ser uma parte permanente da equipe se ela quiser; Bobbie não tem certeza sobre isso, já que ela acabou de ser nomeada Embaixadora Júnior de Marte. Eles se encontram com Fred para discutir a deserção de Pa. A APE não está se alinhando com Fred, com medo de se juntar a uma coalizão com os planetas internos.
Na Estação Medina, chegou a primeira nave construída do outro lado dos anéis, a Proteus, com o comandante Montemayor no comando. Os rumores são de que Marco pediu a Winston Duarte (comandante militar desertor marciano que deu a Marco muitos de seus navios) para enviar o navio, mas a Proteus diz que está lá apenas para ajudar.
A Roci deixa Ceres sem Fred e sua tripulação e encontra com Pa. Marco destruiu outra nave, a Munroe, que estava sob seu comando de Pa. Pa concorda em transferir o controle da Minsky para Inaros após a troca de controle Ceres lança mísseis contra a Rocinante que os derruba em cima da hora. Holden insiste que Fred não disparou os mísseis, mas sim os agentes da Marinha Livre. Marco envia uma mensagem de vídeo dizendo aos cinturianos que Pa é uma traidora que trabalha com a ONU/Marte.
Prax está começando a sentir a opressão da Marinha Livre. Quando seus subordinados pedem os dados da partição de sua colega recentemente falecida, Prax os divulga para eles, sem criptografia. Mais tarde, depois que todos saem, ele entra como convidado e envia os resultados para a Terra e Luna.
Fred pede a Holden para levá-lo à Estação Tycho para um encontro da APE. Avasarala chinga Fred por trabalhar com Pa, chamando-os de piratas, mas depois que ele conta a ela sobre todos os recursos que ele enviará por causa da colaboração, ela diz que acha que todos são piratas agora.
Quando a Roci deixa Ceres para Tycho, Marco ataca; 3 de seus navios contra a Roci. Fred pede ajuda a Ceres e uma das naves interrompe a interceptação; Bobbie usa algumas manobras sofisticadas para derrubar as duas naves de apoio com o canhão ferroviário da Roci. A Pella, no entanto, se esquiva dos trilhos todas as vezes - mas Bobbie percebe que ele se esquiva da mesma maneira todas as vezes, então ela atira algumas munições e mísseis PDC no caminho de esquiva, então dispara o canhão. A Pella se esquiva direto para as rodadas do PDC e é forçada a recuar. Bobbie dispara mísseis; Holden, em videoconferência com Marco, vê Filip e, percebendo que não consegue matar o filho de Naomi, desarma o míssil quando está prestes a atingi-los.
Durante a batalha, as manobras evasivas de alto G fazem com que Fred Johnson tenha um derrame e morra. Holden envia a Avasarala uma mensagem de vídeo explicando o que aconteceu e ela tem um pequeno colapso. Ela finalmente se recompõe e responde a Holden que ele precisa fazer a reunião da APE funcionar no lugar de Fred.

Marinha Livre
Na Pella, Filip fica arrasado quando descobre que Marco culpa a derrota por seus tiros.
Pa descobre de Sanjrani que desde que ela divergiu do plano original de Marco, mal há suprimentos suficientes para durar durante o conflito com os planetas internos.
15 naves do outro lado dos anéis, coordenados por Duarte através de alguém na Estação Medina, voltam pelos portões e atacam a estação - embora todos sejam destruídos pelos canhões ferroviários recém-montados. A partir dos dados interceptados, parece que nem todos as naves conseguiram atravessar.
Coalizão
Holden se encontra com os chefes da APE e diz a eles que quer assumir o lugar de Fred e decretar seu plano (mesmo que Fred nunca tenha contado a Holden seu plano). Anderson Dawes, recém-desertado do círculo íntimo de Marco, aparece na reunião sem ser convidado e Holden, querendo parecer forte na frente deles, diz que não pode estar na reunião porque não foi formalmente convidado. Dawes mais tarde convence os outros a dar uma chance a Holden, mesmo que todos pareçam relutantes.
Ao revisar os registros pós-batalha, Amos percebe que Holden desarmou os torpedos. Ele confronta Holden sobre isso e pergunta se ele é realmente o melhor homem para o trabalho; Holden diz "não", mas que ele recebeu o trabalho e seguirá adiante na próxima vez. Amos diz que é uma resposta boa o suficiente para ele.
Marinha Livre
A Pella vai para Callisto para reparos (onde Filip roubou o revestimento furtivo marciano e deixou cair as primeiras pedras) e Filip está realmente começando a sentir o peso de tudo o que fez. Ele está prestes a confessar a Karal quando o feed de notícias anuncia que ele matou Fred Johnson durante a batalha. Marco dá a ele um olhar que diz "nós conseguimos", e Filip percebe que quando algo bom acontece, Marco sempre leva o crédito, mas qualquer coisa ruim é culpa de Filip. Filip não consegue parar de pensar no que Naomi disse a ele sobre Marco colocar sangue em suas mãos também.
Coalizão
Enquanto Holden trabalha com os líderes da APE, Alex continua se relacionando com Sandra Ip, mesmo ficando em seus aposentos.
Avasarala se encontra com o líder militar marciano para discutir a tomada da Estação Medina: ela quer enviar a Rocinante e a transportadora de gelo Giambattista, embalado com 4.000 naves menores - a maioria delas iscas - para tirar os canhões da estação.
A frota da Coalizão lança sua primeira grande ofensiva contra a Marinha Livre contra todas as bases da Marinha - o maior ataque da história, envolvendo centenas de naves - apenas para desviar a atenção de Marco enquanto a Roci e a Giambattisa tentam chegar ao portão.
Pa leva a Connaught e 2 outras duas naves para atacar a base de Pallas. Ela sistematicamente remove as defesas da estação, aponta um dos cones de propulsão de seu navio para o cais e diz à estação que, se algum navio da Marinha Livre tentar atacar, ela destruirá todo o cais. Ela diz a Rosenfeld Guoliang (no comando da base) que esta é sua chance de consertar sua merda de seguir Marco, e ele concorda.
Marinha Livre
Marco se defende contra um ataque de Micah al-Dujaili (um ex-membro do círculo íntimo cujo irmão morreu por causa de Marco), destruindo a nave de al-Dujaili e alguns outros, enquanto sofria apenas baixas menores de sua própria frota. Sanjriani novamente o avisa que com a luta tornará quase impossível para o Cinturão subsistir, mas Marco dá de ombros. Mais tarde, Marco convoca uma reunião com todos os seus chefes e declara que quer levar Tycho, a joia do Cinturão, em um contra-ataque. Todos acenam com a cabeça, exceto Flip, que finalmente tem coragem de confrontar seu pai e pergunta por que todo o seu círculo íntimo o abandonou se era isso que ele planejava o tempo todo? Marco bagunça seu cabelo, tratando Filip como se ele fosse apenas um garoto estúpido, e Filip sai furioso. Os conselheiros de Marco informam que a Roci não está realmente em Tycho e, em vez disso, está sendo transportada em uma transportadora de gelo em direção ao portão do anel; Marco começa a entrar em pânico.
As 2 naves da Marinha Livre vindas de Ganimedes para afastar a Roci lançam seu ataque, mas a Roci e a Giambattisa sofrem danos mínimos. As milhares de pequenas naves soltas começam a entrar no portão. Os canhões ferroviários da estação e outras defesas eliminam a maioria das milhares de naves atacantes, mas não percebem que as naves que parecem estar "com defeito" estavam na verdade derivando intencionalmente em direção à estação do anel onde os canhões ferroviários estão montados.
Bobbie, Amos e seu esquadrão cinturiano pousam seu contêiner de carga de má qualidade na superfície da estação alienígena, onde encontram forte resistência. Incapaz de atacar os defensores do canhão de raios de frente, Bobbie pega o módulo de volta e o usa para bombardear o canhão de raios que ela acha que pode abrigar o reator principal, então ela lança o foguete de sua armadura marciana nos atacantes inimigos. A estação fica com uma cor verde raivosa e parece encolher, afastando as tiras de metal que seguram os canhões e efetivamente os tornando inoperáveis. Bobbie e Amos capturam ou matam os defensores e descobrem que eles não são da Marinha Livre, mas sim os marcianos de Duarte.
A Roci e a Giambattisa passam pelo portão e destroem seus 2 perseguidores. Capitão Samuels da Marinha Livre em Medina se rende pacificamente.
Quando Marco descobre que a Roci é a única nave que guarda Medina, ele reúne todos as naves que pode encontrar, cerca de 15 no total, para interceptar, dizendo a Filip que seu plano está finalmente se concretizando. Filip finalmente se cansou das besteiras de seu pai e, em vez de retornar ao Pella, ele recicla seu terminal de mão e sua arma e vai procurar trabalho em outro lugar sob o sobrenome "Nagata".
Durante a batalha por Titã, Pa foi gravemente. Avasarala envia uma mensagem a Pa dizendo que Marco enviou seus navios para Medina e quer a ajuda de Pa para salvá-la; Pa diz a ela que sente muito, mas ela não tem mais navios para enviar.
Naomi lê os registros da estação e finalmente percebe um padrão nas 2 dúzias de naves que desapareceram passando pelos portões; ela acha que se eles carregarem massa suficiente no Giambattisa e enviá-la através do portão rápido o suficiente, eles podem criar o rastro de energia que vai engolir a frota de Marco quando ela passar - contanto que ela passe dentro de uma janela de cerca de 10 minutos depois de passar a Giambattista.
À medida que a frota de Marco se aproxima, a Giambattisa entra no portão e, assim como Naomi previu, toda a frota de Marco desaparece quando passam pelo portão; Marco sente uma forma escura vindo para ele no espaço entre os átomos.

### Epílogo
6 meses depois, a guerra acabou. Marte ainda está chateada com a deserção de Winston Duarte (ele forneceu navios a Marco para que Marco o deixasse sozinho no portão Laconia). Todos os outros do círculo íntimo de Marco - Rosenfeld, Dawes, Sanjriani - são capturados ou mortos. Avasarala realiza uma reunião com todos os representantes importantes da Terra, Marte (nova primeira-ministra Emily Richards presidindo) e do Cinturão, onde eles descrevem seu novo plano para o que Holden chama de "guilda espacial", o novo papel que os cinturianos desempenharão no tráfego de naves e recursos para trás e para frente através dos portões. Avasarala nomeia Holden como o novo líder, mas ele imediatamente recusa e nomeia um verdadeiro cinturiano, alguém com os princípios e habilidades necessários, Michio Pa.
Pastor Anna, Nami e Nono estão em uma nave chamada Abbey indo para a colônia em Eudoxia.

## Personagens

### Personagens com ponto de vista
- Namono (prólogo)
- Pa (10 Capítulos)
- Filipe (7 Capítulos)
- Holden (11 capítulos)
- Sal (1 Capítulo)
- Clarissa (1 Capítulo)
- Dawes (2 Capítulos)
- Avasarala (3 Capítulos)
- Prax (3 Capítulos)
- Alex (2 capítulos)
- Jakulski (1 Capítulo)
- Fred (1 Capítulo)
- Bobbie (2 capítulos)
- Vandercausto (1 Capítulo)
- Amos (1 Capítulo)
- Naomi (4 capítulos)
- Marco (2 Capítulos)
- Roberts (1 Capítulo)
- Ana (epílogo)[1]

### Exegese
- James Holden, capitão da Rocinante e cada vez mais competente e confiável negociador e solucionador de problemas do sistema solar, está de volta ao meio das coisas como uma frota combinada de naves da Terra, Marte e da APE lutando contra a Marinha Livre e tentando estruturar um novo lugar para a humanidade no universo. Ao final da guerra, é ele quem sugere a criação de uma organização composta por Cinturianos que controlaria o comércio espacial para que eles ainda tivessem uma economia em funcionamento.
- Naomi Nagata, uma das melhores engenheiras do sistema solar e vice comandante da Rocinante, está na difícil situação de lutar contra um lado oposto que ela sabe que inclui seu filho. Ela é a única a descobrir que a força nos portões do anel está consumindo naves apenas quando a energia que passa pelos portões atinge um certo limite, então ela apresenta um plano para enviar um grande número de naves através do portão logo antes da Marinha Livre chegar para a batalha. O plano é um sucesso e a Marinha Livre é destruída.
- Alex Kamal, piloto da Rocinante, vive preso a uma nave manobrável e resolvendo problemas em tempo real, de preferência não sendo morto enquanto o faz. À medida que a guerra se arrasta, é possível que ele encontre outra razão para viver.
- Amos Burton, mecânico da Rocinante, sobreviveu ao golpe da Terra com uma amiga, Clarissa. Agora um professor, ele tenta começar sua própria luta quando pode.
- Bobbie Draper, ex-fuzileira marciana e agora conselheira militar do líder da Terra e membro da tripulação da Rocinante, entende que a batalha é necessária às vezes e fará sua parte da melhor maneira possível. Depois de uma batalha frustrante da qual ela não pode participar, uma decisão em uma fração de segundo muda a dinâmica de defesa da Estação Medina.
- Clarissa Mao, ex-prisioneira na Terra e agora aprendiz de mecânico na Rocinante, está tentando se encaixar em sua nova vida com as pessoas que ela uma vez tentou destruir.
- Filip Inaros, filho do líder da Marinha Livre e de Naomi Nagata, está cada vez mais desiludido com a vida de revolucionário. Achando cada vez mais difícil combinar as declarações e ações de seu pai, ele finalmente sai e começa uma nova vida sob um novo nome em Callisto .
- Michio Pa, membro do círculo interno original da Marinha Livre, enfrentou uma escolha. Ela se juntou à Marinha Livre por causa das promessas de Marco de construir uma sociedade melhor e mais próspera nos planetas exteriores com recursos roubados de naves coloniais. Enquanto a guerra continua, ela tenta pressionar Marco Inaros a negociar um cessar-fogo para que a reconstrução possa começar. Ela repetidamente aponta que há um período de tempo limitado em que o Cinturão e os planetas externos podem criar uma economia auto-sustentável com sucesso. No final, ela e outros membros desertam da Marinha Livre .
- Anderson Dawes, Governador da Estação Ceres e líder de longa data da APE, está tendo problemas para encontrar um novo papel na Marinha Livre. Quando chega a ordem de abandonar Ceres, ele a segue relutantemente, mas faz outra escolha para reunir as várias facções da APE em torno de James Holden e as forças anti-Inaros também.
- Chrisjen Avasarala, agora a líder de uma Terra maltratada, está tentando travar várias batalhas ao mesmo tempo: diminuindo a taxa de mortalidade da população decrescente da Terra, tentando impedir que Marte apoie a Marinha Livre e tentando impedir que a Marinha Livre cause mais danos.
- Praxidike Meng, pesquisador de plantas em Ganimedes, está tentando seguir seu caminho através dos ventos políticos em mudança na estação que se declarou oficialmente neutra. Sempre tentando resolver problemas com a produção de alimentos, ele pode ter uma resposta para a sobrevivência a longo prazo da espécie humana.
- Jakulski , Roberts, Salis e Vandercaust, trabalhadores da Estação Medina na "Zona Lenta" entre os portões estelares, todos sabem que sua estação será a chave para qualquer guerra. Suas posições mudam radicalmente à medida que a paranóia se torna a política do dia.
- Fred Johnson, líder de longa data reconhecido da APE, tentando encontrar sua nova posição dentro da hierarquia criada pela ascensão da Marinha Livre. Durante uma batalha com a Marinha Livre, ele sofre um derrame fatal.
- Marco Inaros, líder da Marinha Livre e pai de Filipe, conseguiu derrubar o antigo regime. Quando as forças aliadas avançam contra ele, ele é forçado a lidar com o fato de que, embora a Marinha Livre tenha equipamentos militares avançados, ele e os outros líderes não têm o conhecimento tático necessário para combater adequadamente as marinhas lideradas por oficiais profissionais. Ele tenta compensar essa deficiência saindo do Cinturão sem lutar, forçando seus inimigos a gastar seus recursos em uma ocupação cara, comparando explicitamente a Marinha Livre ao Talibã. Isso não funciona e a Marinha Livre acaba sendo destruída por uma combinação de motins , deserção, batalhas com os internos, e seus navios sendo consumidos pela força nos portões.[8]

## Conto
"Strange Dogs" é um conto publicado por James S. A Corey ambientado entre Cinzas da Babilonia e sua sequência Desenredo de Persépolis. É composto por 102 páginas.

## Traduções pelo mundo
O livro não foi publicado no Brasil
- Hungaro: Babilon hamvai (2017)[11]
- Italiano: Babylon's Ashes - Il destino (2017)[10]
- Alemão: Babylons Asche (2017)[12]
- Checo: Popel Babylonu (2017)[13]
- Sérvio: Pepeo Vavilona (2018)[14]
- Francês: Les Cendres de Babylone (2019)[9]
- Russo: Пепел Вавилона (2019)[15]
- Polonês: Prochy Babilonu (2019)[16]
- Espanhol: Las Cenizas de Babilonia (2021)[17]
- Croata: Pepeo Babilona (2021)[18]

## Série

### Romances
| Número | Título                  | Páginas | Áudio   | Data da Publicação Original | ISBN              |
| ------ | ----------------------- | ------- | ------- | --------------------------- | ----------------- |
| 1      | Leviatã Desperta        | 592     | 20h 56m | 15/06/2011                  | 978-0-316-12908-4 |
| 2      | A Guerra de Caliban     | 595     | 21h     | 25/06/2012                  | 978-0-316-12906-0 |
| 3      | Os Portões de Abadom    | 539     | 19h 42m | 04/06/2013                  | 978-0-316-12907-7 |
| 4      | O Incêndio de Cibola    | 583     | 20h 7m  | 17/06/2014                  | 978-0-316-21762-0 |
| 5      | Ardil de Nemesis        | 544     | 16h 44m | 02/06/2015                  | 978-0-316-21758-3 |
| 6      | Cinzas da Babilônia     | 608     | 19h 58m | 06/12/2016                  | 978-0-316-33474-7 |
| 7      | Desenredo de Persépolis | 560     | 20h 34m | 05/12/2017                  | 978-0-316-33283-5 |
| 8      | Ira de Tiamate          | 544     | 19h 8m  | 26/03/2019                  | 978-0-316-33286-6 |
| 9      | Leviatã Adormece        | 528     | 19h 40m | 30/11/2021                  | 978-0-316-33291-0 |